# 蓮花戰鬥
蓮花戰鬥發生於1933年10月1日－11月15日，地點則是在中國贛西（今莲花县一带）。是國共內戰前期主要戰鬥之一。該戰鬥交戰一方為中華民國國民革命軍，另一方則為中國共產黨所領導之中國工農紅軍。